# William Morales
William Morales (La Palma, Cundinamarca, Colombia; 26 de junio de 1962) es un exfutbolista colombiano que se desempeñó como lateral izquierdo, y jugó toda su carrera en Independiente Santa Fe, club del cual él se considera hincha. Con Santa Fe, Morales ganó un título; la Copa Colombia de 1989. También jugó con la Selección Colombia en el Torneo Preolímpico de 1984. Además, es considerado uno de los mejores jugadores de Santa Fe en la década de 1980 y de la historia del club. 

## Trayectoria

### Inicios
William Morales nació en el municipio de La Palma, en el departamento de Cundinamarca, en el centro de Colombia. Sin embargo, llegó a la ciudad de Bogotá a una corta edad. En la capital de Colombia, empezó a jugar fútbol, y en 1974 ingresó a las divisiones inferiores de Independiente Santa Fe. 

### Independiente Santa Fe
Después de haber jugado por varios años en las divisiones inferiores, Morales debutó como profesional con Santa Fe en un Clásico bogotano contra Millonarios en el año 1981. Con el paso del tiempo, el jugador cundinamarqués se fue consolidando dentro de la nómina titular del conjunto cardenal. Con la camiseta de Santa Fe, Morales jugó muy buenos partidos y se convirtió en una de las figuras del equipo. En el año 1989, William ganó su primer y único título como profesional cuándo el equipo cardenal ganó su primera Copa Colombia. Morales jugó con Independiente Santa Fe. A pesar de que en los años siguientes a Santa Fe no tuvo las mejores campañas, el jugador nacido en La Palma fue una de las figuras dentro de la nómina. Su etapa en el equipo cardenal, fue hasta finales del año 1994, cuándo después de haber sido campeón, capitán, figura e ídolo de la hinchada se retiró del fútbol profesional, tras una larga y exitosa carrera. 

### Selección Colombia
Gracias a sus buenas actuaciones con la camiseta de Santa Fe, Morales fue convocado a la Selección Colombia y jugó el Torneo Preolímpico de 1984. Con la selección también jugó algunos partidos amistosos en el año 1991. 

## Clubes
| Club                        | País     | Año       |
| --------------------------- | -------- | --------- |
| Club Independiente Santa Fe | Colombia | 1981-1994 |

## Palmarés

### Campeonatos nacionales
| Título        | Club     | País     | Año  |
| ------------- | -------- | -------- | ---- |
| Copa Colombia | Santa Fe | Colombia | 1989 |

## Convocatorias a Selecciones
| Selección | Torneo (s)        | Año (s) |
| --------- | ----------------- | ------- |
| Colombia  | Torneo Prolímpico | 1984    |